# Ministerul Adevărului
Ministerul Adevărului / Miniadev, în romanul O mie nouă sute optezeci și patru de George Orwell,  este unul dintre organele puterii superstatului Oceania. În versiunea engleză a romanului, acest minister are denumirea de Minitrue, de la Ministry of Truth.
Este vorba de un termen în novlimbă, care face să intervină dublugânditul, întrucât este vorba, în realitate de un minister al minciunii, al propagandei: un organ al puterii care rescrie istoria atât de des cât este necesar, pentru a face ca poporul să creadă că Big Brother a prezis întotdeauna ce urma să se întâmple. De exemplu, când Oceania era în război contra Eurasiei (și aliată cu Estasia), Miniadev a distrus toate documentele care datau din epoca în care alianțele erau invers.
Iată mai jos un extras care arată procesul propagandei.
„De exemplu, în The Times din 17 martie, se părea că Big Brother, în discursul său cu o zi înainte, a prezis că frontul din India de Sud va rămâne calm. Ofensiva eurasiatică avea să fie lansată în curând împotriva Africii de Nord. Cu toate acestea, înaltul comandament eurasiatic și-a lansat ofensiva împotriva Indiei de Sud și nu s-a ocupat de Africa de Nord. A fost deci necesar să rescriem paragraful eronat din discursul lui Big Brother, astfel încât să prezică ce s-a întâmplat cu adevărat. 
George Orwell”—O mie nouă sute optzeci și patru, Prima Parte, Capitolul IV